# Vaga de febrer
La vaga de febrer és una vaga general organitzada pels neerlandesos el febrer de 1941 per protestar contra l'antisemitisme de Hitler i la seva persecució dels jueus. Fou la primera acció de resistència d'aquest tipus seguida tant per jueus com per no jueus a l'Europa ocupada.

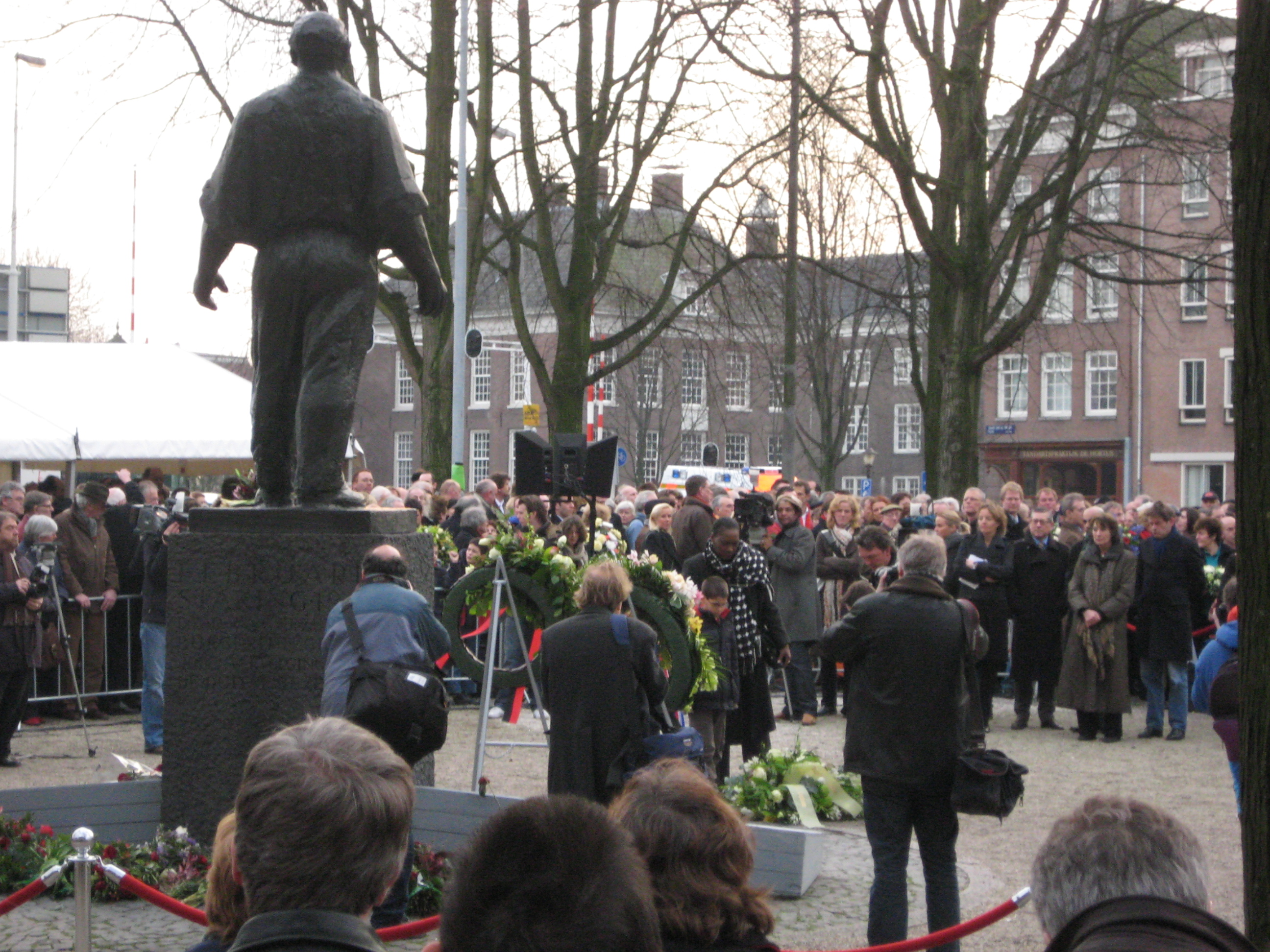
Acte de commemoració (febrer del 2008)

 Els nazis governaven els Països Baixos des de 1940 i havien començat a implantar les mesures antijueves, entre elles la prohibició d'exercir determinades feines. Al febrer de 1941 es van iniciar una sèrie d'atacs de nazis locals i alemanys contra barris de majoria jueva, que van ser aïllats de la resta de la població, com va succeir per exemple a l'entorn de la plaça del Waterlooplein a Amsterdam. El Moviment Nacional Socialista dels Països Baixos i l'exèrcit alemany hi actuaven conjuntament en els pogroms i els veïns es defensaven en grups autoorganitzats. A final de mes s'inicià a Amsterdam una primera sèrie de detencions de 425 jueus, que eren deportats als camps de concentració, fet que va indignar la població (eren més de 100.000 habitants jueus). L'austríac Arthur Seyss-Inquart, comissari del Reichva organitzar dels combois. La policia local no va intervenir però com les detencions es van realitzar a ple dia, nombrosos veïns les van presenciar i van començar a pensar en accions de protesta.

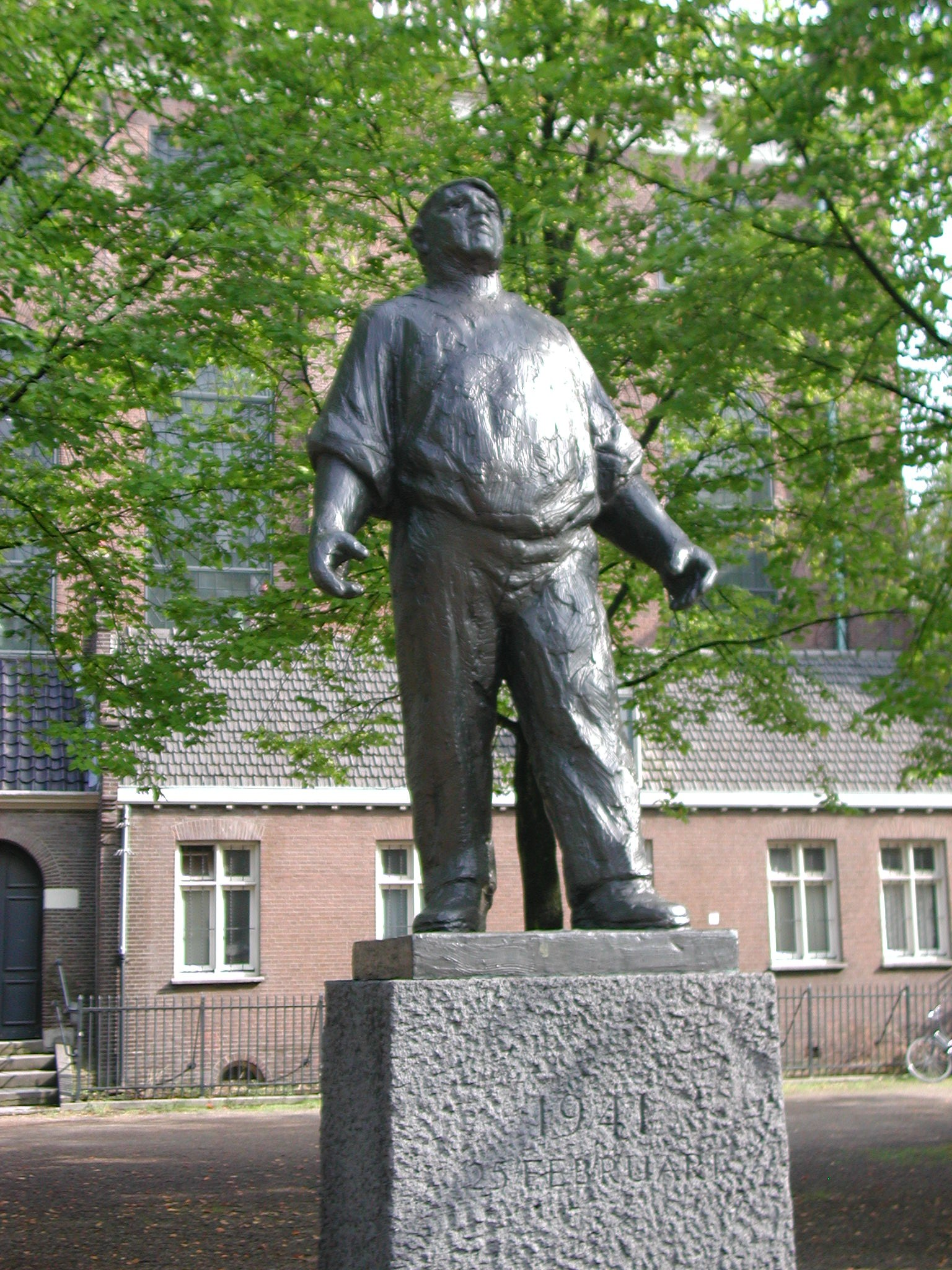
El monument De Dokwerker a Amsterdam, amb la sinagoga portuguesa al segon pla

El Partit Comunista dels Països Baixos, il·legalitzat, va organitzar la vaga «en suport dels treballadors jueus» perquè la majoria de deportats pertanyien a la classe baixa. La vaga va començar el 24 de febrer de 1941 amb l'aturada dels conductors del transport públic. Els governants nazis van emprendre mesures de repressió per acabar amb la vaga però aquesta es va estendre a escoles i altres sectors durant la jornada fins a convertir-se en vaga general. També va ser seguida per altres ciutats neerlandeses. La força dels alemanys impedí tanmateix que durés més enllà de dos dies.

## Conseqüències
Als aldarulls de les protestes van morir nou persones i més de vint van resultar ferides. Les represàlies dels nazis incloïen elevades multes a les ciutats on havien tingut lloc els aixecaments, diners que es pagaven amb recol·lectes forçoses d'impostos extraordinaris (fins a 15 milions de florins a Amsterdam). Es van detenir i empresonar els principals líders comunistes, acusats d'instigar la vaga, tant a les poblacions on aquesta havia reeixit com en altres ciutats on no hi havia hagut cap interrupció del treball. La vaga no va tenir gaires conseqüències laborals o econòmiques directes, però sí a nivell simbòlic, ja que va ser la primera vegada que tots els ciutadans d'una zona ocupada pels nazis, amb independència de la seva raça o religió, protestaven amb una acció directa contra la persecució dels jueus per part del règim de Hitler. La mesura seria imitada entre 1941 i 1942 per altres països: Grècia, Luxemburg, Bèlgica i Noruega.
Es va erigir una estàtua en memòria dels fets on cada any es ret un homenatge a la resistència neerlandesa antinazi. Paradoxalment, fins al 1968 no es va permetre la participació dels comunistes en aquesta celebració.